# Singapura nos Jogos Olímpicos de Verão de 2008
Singapura competiu nos Jogos Olímpicos de Verão de 2008, em Pequim, na China.

## Medalhas
| Atleta                            | Esporte       | Evento            | Medalha |
| --------------------------------- | ------------- | ----------------- | ------- |
| Feng Tianwei Li Jiawei Wang Yuegu | Tênis de mesa | Equipes femininas | Prata   |

## Desempenho

### Atletismo
Masculino
| Atletas     | Evento     | Preliminares | Preliminares | Quartas     | Quartas     | Semifinal   | Semifinal   | Final       | Final       |
| Atletas     | Evento     | Marca        | Posição      | Marca       | Posição     | Marca       | Posição     | Marca       | Posição     |
| ----------- | ---------- | ------------ | ------------ | ----------- | ----------- | ----------- | ----------- | ----------- | ----------- |
| Calvin Kang | 100 metros | 10s73        | 60º          | Não avançou | Não avançou | Não avançou | Não avançou | Não avançou | Não avançou |

Feminino
| Atletas       | Evento            | Preliminares | Preliminares | Final       | Final       |
| Atletas       | Evento            | Marca        | Posição      | Marca       | Posição     |
| ------------- | ----------------- | ------------ | ------------ | ----------- | ----------- |
| Zhang Guirong | Arremesso de peso | 16,23m       | 29º          | Não avançou | Não avançou |

### Badminton
Masculino
| Atleta        | Evento  | Fase de 64             | Fase de 32                        | Fase de 16             | Quartas                | Semifinais             | Final                  | Final       |
| Atleta        | Evento  | Adversário e resultado | Adversário e resultado            | Adversário e resultado | Adversário e resultado | Adversário e resultado | Adversário e resultado | Posição     |
| ------------- | ------- | ---------------------- | --------------------------------- | ---------------------- | ---------------------- | ---------------------- | ---------------------- | ----------- |
| Ronald Susilo | Simples |                        | MAS Lee C.W. D 0-2 (13-21; 14-21) | Não avançou            | Não avançou            | Não avançou            | Não avançou            | Não avançou |

Feminino
| Atleta                | Evento  | Fase de 64             | Fase de 32                        | Fase de 16                                        | Quartas                                        | Semifinais             | Final                  | Final       |
| Atleta                | Evento  | Adversário e resultado | Adversário e resultado            | Adversário e resultado                            | Adversário e resultado                         | Adversário e resultado | Adversário e resultado | Posição     |
| --------------------- | ------- | ---------------------- | --------------------------------- | ------------------------------------------------- | ---------------------------------------------- | ---------------------- | ---------------------- | ----------- |
| Xing Aiying           | Simples |                        | BLR O. Konon D 0-2 (19-21; 12-21) | Não avançou                                       | Não avançou                                    | Não avançou            | Não avançou            | Não avançou |
| Jiang Yanmei Li Yujia | Duplas  |                        |                                   | USA E. Lee - M. Mangkalakiri V 2-0 (21-12; 21-12) | KOR Lee K. W. - Lee H. J. D 0-2 (15-21; 12-21) | Não avançou            | Não avançou            | Não avançou |

Misto
| Atleta                  | Evento | Fase de 64             | Fase de 32             | Fase de 16                                     | Quartas                | Semifinais             | Final                  | Final       |
| Atleta                  | Evento | Adversário e resultado | Adversário e resultado | Adversário e resultado                         | Adversário e resultado | Adversário e resultado | Adversário e resultado | Posição     |
| ----------------------- | ------ | ---------------------- | ---------------------- | ---------------------------------------------- | ---------------------- | ---------------------- | ---------------------- | ----------- |
| Hendri Saputra Li Yujia | Duplas |                        |                        | DEN T. Laybourn - K. Juhl D 0-2 (12-21; 14-21) | Não avançou            | Não avançou            | Não avançou            | Não avançou |

### Natação
Masculino
| Atleta(s) | Evento      | Eliminatórias | Eliminatórias | Semifinal   | Semifinal   | Final       | Final       |
| Atleta(s) | Evento      | Tempo         | Posição       | Tempo       | Posição     | Tempo       | Posição     |
| --------- | ----------- | ------------- | ------------- | ----------- | ----------- | ----------- | ----------- |
| Bryan Tay | 200 m livre | 1m50s41       | 41º           | Não avançou | Não avançou | Não avançou | Não avançou |

Feminino
| Atleta(s)     | Evento          | Eliminatórias | Eliminatórias | Semifinal   | Semifinal   | Final       | Final       |
| Atleta(s)     | Evento          | Tempo         | Posição       | Tempo       | Posição     | Tempo       | Posição     |
| ------------- | --------------- | ------------- | ------------- | ----------- | ----------- | ----------- | ----------- |
| Quah Ting Wen | 100 m livre     | 56s14         | 34º           | Não avançou | Não avançou | Não avançou | Não avançou |
| Quah Ting Wen | 400 m medley    | 4m51s25       | 32º           | Não avançou | Não avançou | Não avançou | Não avançou |
| Lim Lynette   | 200 m livre     | 2m02s30       | 36º           | Não avançou | Não avançou | Não avançou | Não avançou |
| Lim Lynette   | 400 m livre     | 4m17s67       | 30º           | Não avançou | Não avançou | Não avançou | Não avançou |
| Lim Lynette   | 800 m livre     | 8m45s56       | 30º           |             |             | Não avançou | Não avançou |
| Teo Nicolette | 100 m peito     | 1m10s75       | 32º           | Não avançou | Não avançou | Não avançou | Não avançou |
| Teo Nicolette | 200 m peito     | 2m34s60       | 36º           | Não avançou | Não avançou | Não avançou | Não avançou |
| Tao Li        | 100 m borboleta | 55s77 (AS)    | 4º            | 57s54 (AS)  | 4º          | 57s99       | 5º          |
| Tao Li        | 200 m borboleta | 2m12s63       | 26º           | Não avançou | Não avançou | Não avançou | Não avançou |

### Tênis de mesa
Individual masculino
| Atleta(s) | Evento     | Preliminar             | 1ª etapa               | 2ª etapa                                                  | 3ª etapa                                                           | 4ª etapa                                                   | Quartas                | Semifinais             | Final                  |
| Atleta(s) | Evento     | Adversário e resultado | Adversário e resultado | Adversário e resultado                                    | Adversário e resultado                                             | Adversário e resultado                                     | Adversário e resultado | Adversário e resultado | Adversário e resultado |
| --------- | ---------- | ---------------------- | ---------------------- | --------------------------------------------------------- | ------------------------------------------------------------------ | ---------------------------------------------------------- | ---------------------- | ---------------------- | ---------------------- |
| Yang Zi   | Individual |                        |                        | POR M. Freitas V 4-2 (11-4, 6-11, 2-11, 11-3, 11-9, 11-6) | TPE Chuan C.-Y. V 4-3 (14-12, 7-11, 11-8, 7-11, 5-11, 11-7, 12-10) | CRO Z. Primorac D 2-4 (7-11, 7-11, 11-4, 11-8, 7-11, 6-11) | Não avançou            | Não avançou            | Não avançou            |
| Gao Ning  | Individual |                        |                        |                                                           | CRO Tan R. D 0-4 (6-11, 12-14, 4-11, 7-11)                         | Não avançou                                                | Não avançou            | Não avançou            | Não avançou            |

Equipes masculino
| Atletas                     | Evento  | Fase de grupos         | Fase de grupos | Semifinal              | Final                  | Pos.        |             |
| Atletas                     | Evento  | Adversário e resultado | Pos.           | Adversário e resultado | Adversário e resultado | Pos.        |             |
| --------------------------- | ------- | ---------------------- | -------------- | ---------------------- | ---------------------- | ----------- | ----------- |
| Cai Xiaoli Gao Ning Yang Zi | Equipes | CAN Canadá V 3-0       | 3º (Grupo B)   | Não avançou            | Não avançou            | Não avançou | Não avançou |
| Cai Xiaoli Gao Ning Yang Zi | Equipes | CRO Croácia D 1-3      | 3º (Grupo B)   | Não avançou            | Não avançou            | Não avançou | Não avançou |
| Cai Xiaoli Gao Ning Yang Zi | Equipes | GER Alemanha D 1-3     | 3º (Grupo B)   | Não avançou            | Não avançou            | Não avançou | Não avançou |

Individual feminino
| Atleta(s)    | Evento     | Preliminar             | 1ª etapa               | 2ª etapa               | 3ª etapa                                          | 4ª etapa                                                         | Quartas                                                    | Semifinais                                             | Final                                                                        |
| Atleta(s)    | Evento     | Adversário e resultado | Adversário e resultado | Adversário e resultado | Adversário e resultado                            | Adversário e resultado                                           | Adversário e resultado                                     | Adversário e resultado                                 | Adversário e resultado                                                       |
| ------------ | ---------- | ---------------------- | ---------------------- | ---------------------- | ------------------------------------------------- | ---------------------------------------------------------------- | ---------------------------------------------------------- | ------------------------------------------------------ | ---------------------------------------------------------------------------- |
| Feng Tianwei | Individual |                        |                        |                        | KOR Dang Y.-S. V 4-0 (11-4, 11-5, 11-3, 11-5)     | NED Li Jie V 4-1 (7-11, 13-11, 11-7, 11-5, 11-4)                 | CHN Zhang Yining D 1-4 (11-13, 14-12, 12-14, 10-12, 11-13) | Não avançou                                            | Não avançou                                                                  |
| Li Jiawei    | Individual |                        |                        |                        | CRO T. Boroš V 4-1 (11-8, 11-7, 7-11, 11-6, 11-5) | HKG Lin Ling V 4-3 (4-11, 14-12, 10-12, 11-8, 5-11, 11-9, 13-11) | USA Wang Chen V 4-1 (15-13, 11-6, 12-10, 13-15, 11-4)      | CHN Zhang Yining D 1-4 (11-9, 8-11, 10-12, 8-11, 5-11) | Disputa pelo bronze: CHN Guo Yue D 2-4 (6-11, 12-14, 11-9, 11-7, 3-11, 4-11) |
| Wang Yuegu   | Individual |                        |                        |                        | DOM Wu Xue D 1-4 (9-11, 11-9, 2-11, 8-11, 10-12)  | Não avançou                                                      | Não avançou                                                | Não avançou                                            | Não avançou                                                                  |

Equipes feminino
| Atletas                           | Evento  | Fase de grupos           | Fase de grupos | Semifinal               | Final                  | Pos.             |
| Atletas                           | Evento  | Adversário e resultado   | Pos.           | Adversário e resultado  | Adversário e resultado | Pos.             |
| --------------------------------- | ------- | ------------------------ | -------------- | ----------------------- | ---------------------- | ---------------- |
| Feng Tianwei Li Jiawei Wang Yuegu | Equipes | USA Estados Unidos V 3-0 | 1º (Grupo B)   | KOR Coreia do Sul V 3-2 | CHN China D 0-3        | Medalha de prata |
| Feng Tianwei Li Jiawei Wang Yuegu | Equipes | NGR Nigéria V 3-0        | 1º (Grupo B)   | KOR Coreia do Sul V 3-2 | CHN China D 0-3        | Medalha de prata |
| Feng Tianwei Li Jiawei Wang Yuegu | Equipes | NED Países Baixos V 3-0  | 1º (Grupo B)   | KOR Coreia do Sul V 3-2 | CHN China D 0-3        | Medalha de prata |

### Tiro
Masculino
| Atleta       | Evento         | Qualificação | Qualificação | Final       | Final       | Posição |
| Atleta       | Evento         | Placar       | Posição      | Placar      | Total       | Posição |
| ------------ | -------------- | ------------ | ------------ | ----------- | ----------- | ------- |
| Lee Wung Yew | Fossa olímpica | 110          | 28º          | Não avançou | Não avançou | 28º     |

### Vela
Masculino
| Atleta                   | Evento | Regata | Regata | Regata | Regata | Regata | Regata | Regata | Regata | Regata | Regata | Regata  | Pontos | Posição |
| Atleta                   | Evento | 1      | 2      | 3      | 4      | 5      | 6      | 7      | 8      | 9      | 10     | M       | Pontos | Posição |
| ------------------------ | ------ | ------ | ------ | ------ | ------ | ------ | ------ | ------ | ------ | ------ | ------ | ------- | ------ | ------- |
| Koh Seng Leong           | Laser  | 35     | 41     | 29     | 39     | BFD    | 33     | 23     | 3      | 36     |        | Não av. | 239    | 26º     |
| Terence Koh Xu Yuan Zhen | 470    | 15     | 17     | 18     | 19     | OCS    | 8      | 10     | 19     | 27     | 26     | Não av. | 159    | 22º     |

Feminino
| Atleta                 | Evento       | Regata | Regata | Regata | Regata | Regata | Regata | Regata | Regata | Regata | Regata | Regata  | Pontos | Posição |
| Atleta                 | Evento       | 1      | 2      | 3      | 4      | 5      | 6      | 7      | 8      | 9      | 10     | M       | Pontos | Posição |
| ---------------------- | ------------ | ------ | ------ | ------ | ------ | ------ | ------ | ------ | ------ | ------ | ------ | ------- | ------ | ------- |
| Lo Man Yi              | Laser Radial | 21     | 14     | 18     | 26     | 24     | 27     | 26     | 16     | 3      |        | Não av. | 128    | 25º     |
| Deborah Ong Toh Liying | 470          | 17     | 17     | 15     | 18     | 18     | 18     | OCS    | 16     | 19     | 18     | Não av. | 156    | 19º     |

Legenda
| Recorde mundial      | Recorde mundial (World record)               |                       | Recorde africano                      | Recorde africano (African) |                                           | Q | Classificado por posição (Qualified) |
| Recorde olímpico     | Recorde olímpico (Olympic record)            | Recorde da América    | Recorde da América (Americas)         | q                          | Classificado por melhor tempo (Qualified) |   |                                      |
| Melhor marca do ano  | Melhor marca do ano (World leading)          | Recorde asiático      | Recorde asiático (Asian)              | DNS                        | Não largou (Did not start)                |   |                                      |
| Recorde nacional     | Recorde nacional (National record)           | Recorde europeu       | Recorde europeu (European)            | DNF                        | Não terminou (Did not finish)             |   |                                      |
| Recorde pessoal      | Recorde pessoal do atleta (Personal best)    | Recorde da Oceania    | Recorde da Oceania (Oceania)          | DSQ / DQ                   | Desclassificado (Disqualified)            |   |                                      |
| Recorde da temporada | Recorde da temporada do atleta (Season best) | Recorde sul-americano | Recorde sul-americano (South America) | NM                         | Sem marca (No mark)                       |   |                                      |

| M   | Regata da Medalha da qual só participam os dez primeiros colocados das regatas anteriores  |  |  | CAN | Regata cancelada |
| BFD | Desclassificado por bandeira preta (Black Flag Disqualified)                               |  |  |     |                  |
| UFD | Desclassificado por bandeira "U" (U Flag Disqualified)                                     |  |  |     |                  |
| OCS | Largada queimada (On the Course Side of the starting line)                                 |  |  |     |                  |
| DNE | Desclassificação sem eliminação (infração a um item do regulamento da prova – Did Not End) |  |  |     |                  |